# Faïza Mokdar
Faïza Mokdar, née le 16 juillet 2001 à Massy, est une judoka française évoluant dans la catégorie des poids légers, des moins de 57 kg.

## Biographie
Elle est trois fois championne d'Europe junior (2018, 2019, 2020) et une fois championne d'Europe cadette en 2018 en -52 kg.
En septembre 2021, elle perd son titre de championne d'Europe junior en s'inclinant en finale face à l’Israélienne Kerem Primo. En octobre, elle obtient la médaille de bronze en poids légers lors des championnats du monde juniors 2021 à Olbia ; elle enchaîne avec le titre mondial junior en équipe mixte. Le mois suivant, elle remporte une médaille de bronze au grand Chelem Abou Dhabi.
En février 2022, elle remporte encore le bronze au grand Chelem de Tel Aviv, catégorie remporté par sa compatriote Priscilla Gneto. Elle figure sur la liste des championnats d'Europe de judo par équipes 2022 avec un titre à la clé avec un combat gagné lors de la demi-finale face à la turque Hasret Bozkurt sur ippon.
Elle remporte deux médailles de bronze en Grand Chelem à Abou Dhabi en 2021 et à Tel Aviv en 2022 avant d'être freinée par une blessure au ligament croisé.
En février 2024, elle remporte à 22 ans le Grand slam de Paris dans la catégorie des moins de 57 kg face à la Canadienne Christa Deguchi, double championne du monde.

## Palmarès

### Compétitions internationales
| Année | Compétition                               | Lieu      | Résultat |
| ----- | ----------------------------------------- | --------- | -------- |
| 2022  | Championnats d'Europe par équipes         | Mulhouse  | 1re      |
| 2024  | Championnats du monde par équipes (mixte) | Abou Dabi | 2e       |

| Année | Compétition  | Lieu      | Résultat | Catégorie      |
| ----- | ------------ | --------- | -------- | -------------- |
| 2021  | Grand Chelem | Abou Dabi | 3e       | Moins de 57 kg |
| 2022  | Grand Chelem | Tel Aviv  | 3e       | Moins de 57 kg |
| 2024  | Grand Chelem | Paris     | 1re      | Moins de 57 kg |
| 2024  | Grand Chelem | Antalya   | 3e       | Moins de 57 kg |